# PL/pgSQL
PL/pgSQL(Procedural Language/PostgreSQL)은 PostgreSQL ORDBMS가 지원하는 절차적 프로그래밍 언어이다. 오라클 데이터베이스의 PL/SQL 언어와 상당히 흡사하다. Jan Wieck이 구현한 PL/pgSQL은 1998년 10월 30일 출시된 PostgreSQL 6.4에 처음 등장하였다. 버전 9에서는 SQL 호출 함수와 프로시저를 오버로드하는 것과 비슷한 일부 ISO SQL/PSM 기능들을 구현하고 있다.
온전한 기능을 갖춘 프로그래밍 언어의 하나인 PL/pgSQL은 SQL보다 훨씬 더 절차적인 제어를 가능케 하며 루프 및 기타 제어 구조를 사용할 수 있는 기능이 포함된다. SQL문과 트리거는 PL/pgSQL 언어에서 만든 함수를 호출할 수 있다.
PL/pgSQL의 설계적 목표는 PostgreSQL 사용자들이 SQL보다 더 복잡한 조작과 연산을 수행하면서도 쉽게 사용할 수 있게 하는 것이다. 이 언어는 서버 사용에 신뢰받을 정도로 정의가 가능하다.
PL/pgSQL은 표준 PostgreSQL 배포판에 포함되는 프로그래밍 언어들 중 하나이며 다른 것들로는 PL/Tcl, PL/Perl, PL/Python 등이 있다.